# Tom Clancy's Splinter Cell: Double Agent
Tom Clancy´s Splinter Cell: Double Agent es el cuarto episodio de la saga de videojuegos de aventura/acción/infiltración Splinter Cell, a la venta para las consolas GameCube, Wii, PlayStation 2, PlayStation 3, Xbox 360, xbox, PSP y ordenadores personales. Además el título también fue publicado para teléfonos móviles.

## Argumento
El EJB (Ejército de John Brown), o también mencionado como JBA (John Brown Army), es una organización terrorista dirigida por Emile Dufrainse, tiene la intención de comprar a un 
científico nuclear pakistaní llamado Aswat, una sustancia conocida como Mercurio rojo, la cual puede ser usada como material de fusión de bombas nucleares. Este producto es robado, posteriormente el EJB logra adquirirlo y desarrolla 6 bombas nucleares, una es enviada para detonar en un crucero, otra es enviada a bordo de un buque robado para detonar en el puerto de Los Ángeles, otra viaja en helicóptero para detonar en Nashville y otras 3 son desplegadas en Nueva York.
Tras el robo del mercurio rojo Sam Fisher, agente de Third Echelon, (división de la NSA), se ve obligado a infiltrarse en la red terrorista para así hallar el arma, evitar que esta sea utilizada y acabar con la red terrorista del EJB desde adentro.
Para lograr su cometido, Sam Fisher debe infiltrarse en el EJB por lo cual deberá aliarse con uno de los miembros del EJB llamado Jamie Washington, este le ayudará a penetrar dentro de las redes terroristas. Para eso atraviesa por difíciles decisiones como la de explotar o no un crucero en Cozumel o matar a cuanta persona se le aparezca en las misiones.
Sam Fisher ahora es un agente doble, y se encontrará en una situación difícil, ahora sus aliados serán sus enemigos y sus enemigos sus aliados, sin contar con que deberá tomar decisiones difíciles de las cuales dependerá la confianza que ambas organizaciones tengan en él, lo cual afectará también al éxito de la misión. También según cada decisión que tomes el juego tendrá un desenlace diferente.

## Mejoras
En esta nueva entrega el trabajo de Sam Fisher será un poco más difícil.
Aquí entra la 3ª ley de Newton: cada acción conlleva una reacción; cada decisión tomada en cada misión tendrá un cambio en la historia, como en esta entrega se han puesto varios finales alternativos según en que lado estemos: en el de la NSA o la EJB.
En esta entrega se han agregado las habilidades de: nadar, tirarse al vacío en paracaídas e incluso romper el hielo por debajo del agua para acabar con nuestros enemigos. Otra de las mejoras que contiene este juego son los gráficos en las versiones de nueva generación (PS2 sigue utilizando los mismos gráficos) en los que podemos notar que Fisher está sudando en la misión, la luz del sol y las sombras han sido mejoradas, también podemos hacer misiones a plena luz del día y una mejora es que en misiones como Kinshasa está permitido el uso de gafas de sol para darle un toque más realista a lo que es realizar una acción en un pueblo muy iluminado. La jugabilidad sigue siendo casi la misma aunque nuestras decisiones deben ser bien definidas y muy bien pensadas porque se pondrá difícil al decidir con la relación que encontró Sam con Enrica: o la traicionamos a ella y a la EJB o traicionamos a la NSA y la seguridad nacional.

## Recepción
La recepción del juego varió de positiva a mixta. GameRankings y Metacritic le dieron una puntuación de 89.31% y 89 de 100 para la versión de Xbox; 85.12% y 85 de 100 para la versión de Xbox 360; 84.40% y 84 de 100 para la versión de PlayStation 2; 81.32% y 80 de 100 para la versión de PC; 78.94% y 78 de 100 para la versión de PlayStation 3; 64% y 64 de 100 para la versión de GameCube; y 61.36% y 61 de 100 para la versión de Wii.
The Sydney Morning Herald le dio a la versión X360 las cinco estrellas y dijo que "podría ser un candidato para el juego del año". The Times le dio una crítica muy favorable y lo llamó "diversión empapada de sudor, combinando las alegrías adultas de una novela de suspenso bien marcada con el placer infantil de jugar al escondite en la oscuridad". USA Today le dio al juego nueve estrellas de diez y dijo: "Independientemente de si él es el héroe o el villano, Sam Fisher es impresionante y debería tener fanáticos ansiosos por otra secuela".
A pesar de todas las mejoras del juego, la "comunidad de Splinter Cell Versus" no estaba muy entusiasmada con el modo Versus de Doble Agente, prefiriendo el opus anterior de Tom Clancy Splinter Cell: Chaos Theory. En Hyper Dylan Burns, alabó el juego por su gran apariencia, 'ramificaciones morales [y] objetivos de ramificación'. Sin embargo, lo criticó por el "mismo viejo juego de prueba y error , se acabó demasiado rápido".

### Premios
- Recibido el premio IGN por el Mejor Juego de Acción Xbox de 2006[55]

- Recibió el premio de IGN por "Mejor partitura original de 2006" para Xbox 360[56]

- Nominado por la Academia de Artes y Ciencias Interactivas por "Mejor juego de acción / aventura", "Mejor interpretación masculina", "Mejor diseño de sonido" y "Mejor música original" de 2006[57]

- Ganó el "Mejor juego de acción" de TeamXbox y el "Juego del año" para la versión de Xbox.[58]

- Ganó el "Juego del año" de GameSpy y el "Mejor juego de acción" para la versión de Xbox.[59]

- Ganó en Oficial Xbox Revista " Acción-Aventura juego del año s - febrero de 2007

- Ganó en Oficial Xbox Revista ' s Co-op juego del año - febrero de 2007